# Киланемос
Кила̀немос (на гръцки: Κοιλάνεμος; на турски: Esenköy) е село в Кипър, окръг Фамагуста. Според статистическата служба на Северен Кипър през 2011 г. селото има 58 жители.
Де факто е под контрола на непризнатата Севернокипърска турска република.